# Olga Smirnova (bailarina)

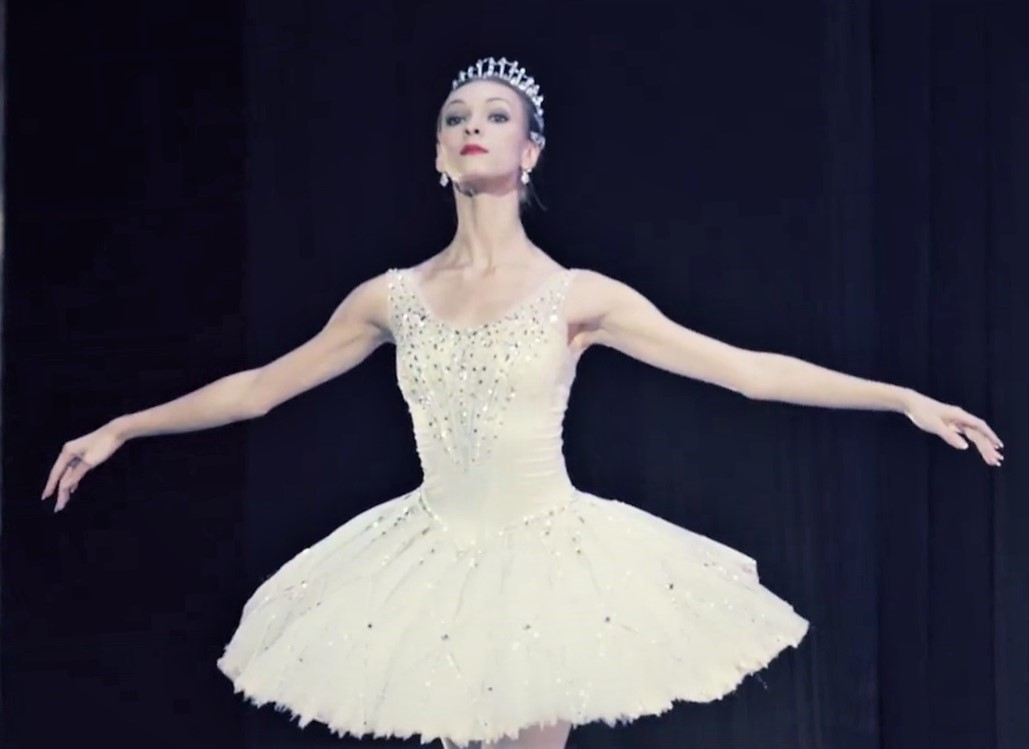
Smirnova en 2019

Olga Vyacheslavovna Smirnova (en ruso: Ольга Вячеславовна Смирнова), 6 de noviembre de 1991) es una bailarina de ballet rusa que actualmente es primera bailarina del Ballet Nacional Holandés en Ámsterdam, Países Bajos.

## Biografía
Nacida en San Petersburgo, Smirnova proviene de una familia sin conexiones con el ballet. Su madre la animó a dedicarse al arte en la Academia Vaganova, donde estudió con Lyudmila Kovaleva. Participó en las giras de la academia por Europa y Japón, actuando en la presentación de 2004 organizada conjuntamente con la Royal Ballet School. En 2011, cuando aún era estudiante en la academia Vaganova, apareció en el London Coliseum de Londres para conmemorar a Galina Ulanova. Para la conmemoración, que fue coreografiada por A. Messerer y acompañada por la Melodía de Dvořák, Smirnova bailó con S. Strelkov. También bailó, en junio de ese año, en el espectáculo benéfico de Diana Vishneva en el Teatro Mariinsky. Al mes siguiente, estuvo en Beijing, acompañada por el bailarín principal del Bolshoi, Semyon Chudin, interpretando Grand Pas Classique (coreografía de V. Gsovsky) con música del compositor francés del siglo XIX Daniel Auber.
En 2011, inmediatamente después de su graduación, se unió al Ballet Bolshoi directamente como solista. Fue ascendida a primera solista en su primera temporada, a solista principal al final de su segunda temporada en 2013 y a primera bailarina en 2016. Hasta 2018, Smirnova trabajó bajo la tutela de la legendaria Marina Kondratieva y con María Allash.
En 2012 y 2013, fue primera bailarina en La bayadera, Diamantes, La hija del faraón y El lago de los cisnes . En 2013, interpretó el papel de Tatiana en el estreno de Cranko's Onegin en el Bolshoi. Ha creado papeles como Bianca en Taming of the Shrew de Mailliot, Dream of Dream de Jorma Elo, el Marqués en Marco Spada de Pierre Lacotte. Su repertorio también incluye a Aurora en La bella durmiente, Anastasia en Iván el Terrible, Terpischore en Apolo de Balanchine y Margarita en La dama de las camelias de John Neumeier.
En 2014, fue invitada como invitada del American Ballet Theatre como Nikiya en la producción de Natalia Makarova de La Bayadère. También bailó el papel principal en Diamonds, papel que estrenó en 2012, en la emisión de Jewels del Bolshoi.
En marzo de 2022 abandonó Rusia tras la invasión de Ucrania. Su abuelo era ucraniano y dijo que estaba "en contra de esta guerra con cada fibra de mi alma". Rápidamente fue contratada por el Ballet Nacional Holandés (BNH).

## Valoraciones
En The Telegraph en marzo de 2013, Mark Monahan escribió de ella "un talento verdaderamente extraordinario". Describió su físico como: "de extremidades largas, con un cuello de cisne, una columna magníficamente flexible y una línea clásica deslumbrante y balanceada hacia atrás, también tiene la agilidad de una soubrette. Sus brazos ondean con un lirismo inconfundiblemente ruso, más ligero que el aire, pero su alto salto, aparentemente sin preparación, que aumenta la impresión de flotabilidad, también sugiere una gran fuerza muscular".
Al comentar sobre su actuación en Diamonds (agosto de 2013), Luke Jennings de The Observer la describe como "el instrumento físicamente perfecto de su forma de arte", revelando su entusiasmo por su pas de deux con Semyon Chudin en la Royal Opera House. También aclamó sus papeles la misma semana de Odette-Odile en El lago de los cisnes.
El entusiasmo fue reflejado por Clement Crisp del Financial Times  mientras que Zoë Anderson de The Independent quedó impresionada por su interpretación de Nikiya en La Bayadère en la que "llevó el argumento con aplomo".